# Ivanivka, Odesa
Ivanivka (în ucraineană Іванівка) este așezarea de tip urban de reședință a raionului Berezivka din regiunea Odesa, Ucraina. În afara localității principale, nu cuprinde și alte sate.

## Demografie
Componența lingvistică a așezării de tip urban Ivanivka
     Ucraineană (88,31%)
     Rusă (8,99%)
     Bulgară (1,9%)
     Alte limbi (0,38%)
Conform recensământului din 2001, majoritatea populației așezării de tip urban Ivanivka era vorbitoare de ucraineană (88,31%), existând în minoritate și vorbitori de rusă (8,99%) și bulgară (1,9%).